# Suchinowka (obwód kurski)
Suchinowka (ros. Сухиновка) – wieś (ros. село, trb. sieło) w zachodniej Rosji, centrum administracyjne sielsowietu suchinowskiego w rejonie głuszkowskim obwodu kurskiego.

## Geografia
Miejscowość położona jest 7,5 km od centrum administracyjnego rejonu (Głuszkowo), 124 km od Kurska.
W granicach miejscowości znajdują się ulice: Budionnogo, Kołchoznaja, Oktiabrskaja, Polewaja, Proletarskaja, Sadowaja, Sowietskaja, Trawianka, Udarnaja, Zielonaja.

## Demografia
W 2010 r. miejscowość zamieszkiwało 714 osób.